# Wanda Warska

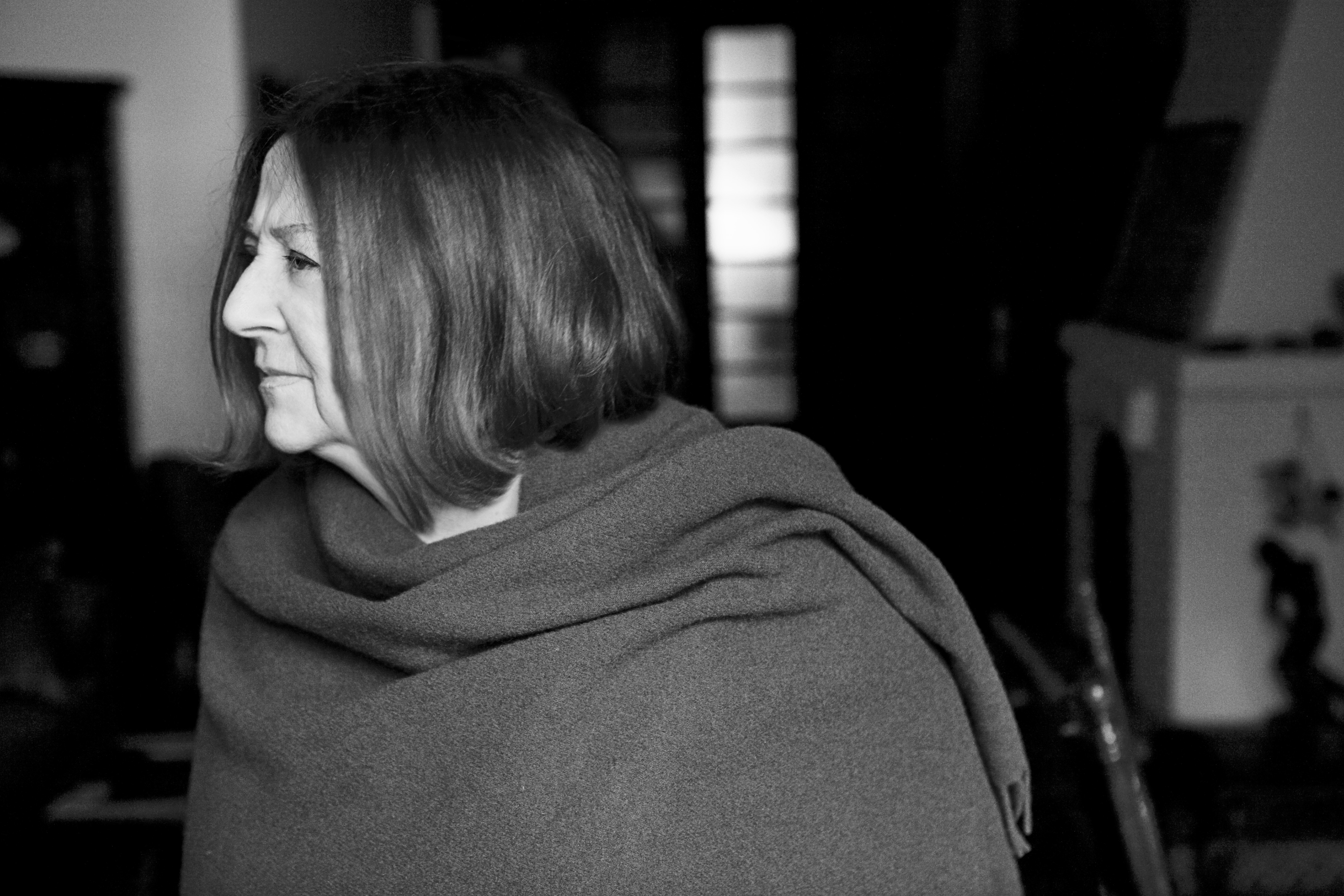
Wanda Warska

Wanda Warska (* 28. April 1930 in Posen; † 6. Juli 2019 in Laski) war eine polnische Jazz- und Chansonsängerin.

## Leben
Warska studierte in ihrer Geburtsstadt und in Krakau. Seit 1956 arbeitete sie mit dem Jazzpianisten und Komponisten Andrzej Kurylewicz, dessen Lieder sie auch interpretiert. 1959 machte sie in Jerzy Kawalerowiczs Film Nachtzug auf sich aufmerksam; 1962 waren ihre Vokalisen in Krzysztof Komedas Ballett Etudes zu hören. Im Film Die endlose Nacht (1963) sang sie Peter-Thomas-Komposition Komm, leg' Deinen Arm um mich unter Begleitung des Andrzej-Trzaskowskí-Quintetts in einer Scat-Fassung. Während der 1960er Jahre war sie mehrfach in Europa auf Tournee und galt als eine der besten europäischen Jazzsängerinnen; auch lebte sie eine Zeitlang in den Vereinigten Staaten, wo sie ebenfalls auftrat. 1967 gründete sie in der Altstadt von Warschau mit Kurylewicz das unabhängige Studio Piwnica Artystyczna Kurylewiczów, in dem Lesungen, Konzerte und Ausstellungen stattfanden. 1970 konzertierte sie beim Jazz Jamboree. In den frühen 1970er Jahren trat sie mit Kurylewicz und dem Bassisten Jacek Bednarek auch in Westdeutschland in den Jazzclubs und bei Festivals wie „Jazz auf der Burg“ in Dreieich auf und war 1972 auch an den Eröffnungsfeierlichkeiten des neuen Staatstheaters Darmstadt beteiligt. Sie vertonte Gedichte von Heinrich Heine ebenso wie von Jan Kochanowski. Weiterhin schrieb sie auch Filmmusiken und begann zu malen.

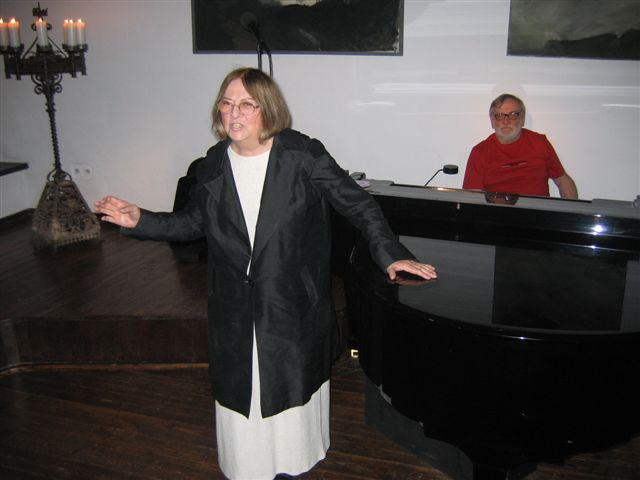
Wanda Warska begleitet durch Andrzej Kurylewicz (Warschau, 2006)

Mit ihrem Ehemann Andrzej Kurylewicz hatte sie eine Tochter, die Philosophin Gabriela Kurylewicz.
Wanda Warska ist nicht nur die First Lady des polnischen Jazz, sie ist die größte Propagatorin der polnischen Poesie, sie singt Lieder von Andrzej Kurylewicz, Henryk Mikolaj Gorecki, Krzysztof Penderecki und Wojciech Kilar. Ihr Debüt feierte sie 1935 mit dem Sologesang des Ave Maria von Bach/Gounod bei einem Galakonzert an der Musikakademie in Posen.
Warska ist Jazz- und Chansonsängerin und Hauptdarstellerin der Lieder von Andrzej Kurylewicz. Sie verfasste eigene Liedtexte und interpretierte musikalisch die Gedichte von klassischen und zeitgenössischen Dichter (J. Kochanowski, A. Mickiewicz, K. I. Galczynski). Sie ist Komponistin und Malerin (mehr als 20 Einzelausstellungen).
Sie absolvierte zahlreiche Auftritte in Westeuropa (Österreich, Deutschland, Frankreich, Dänemark, Finnland, Großbritannien, Italien, Schweiz und Portugal) und Lateinamerika. 1971 verbrachte sie ein halbes Jahr auf Kuba mit zahlreichen Konzerten mit Andrzej Kurylewicz.
Sie ist die First Lady des polnischen Jazz. Seit 1954 spielte sie amerikanischen und polnischen (Andrzej Kurylewicz und Krzysztof Komeda) Jazz. Seit 1958 ist sie mit dem Jazz Jamboree Festival verbunden. Jedes Jahr präsentierte sie ein neues Programm, darunter in ihrer Interpretation und der der Formation der Zeitgenössischen Musik von Andrzej Kurylewicz berühmte „Memoiren von Billie Holiday“ im Jahr 1970.
Zusammen mit Andrzej Kurylewicz führte sie in Polen den brasilianischen Bossa Nova ein und verfasste mit Zustimmung der Autoren eigene Texte zu den Werken von Joao Gilberto und Antonio Carlos Jobim.
Nach 1971 – als Andrzej Kurylewicz die Teilnahme am Jazz Jamboree Festival verweigert wurde – kehrte sie dem Jazz den Rücken und widmete sich ausschließlich der gesungenen Poesie sowie der Malerei und unterstützte sie als Mäzenin mit dem Sitz in ihrem zeitgenössischen Musikstudio in Piwnica Artystyczna an Rynek Starego Miasta 19 in Warschau.
In erster Linie ist sie eine einmalige Darstellerin und Propagatorin der Gedichte von Jan Kochanowski, Cyprian Kamil Norwid, Juliusz Slowacki, Zygmunt Krasinski, Jaroslaw Iwaszkiewicz, Halina Poswiatowska, Czeslaw Milosz, Zbigniew Herbert, Stanislaw Wyspianski, Osip Mandelsztam, Julia Hartwig, Ludmila Marjanska und Gabriela Kurylewicz.
Sie ist Autorin und Darstellerin der berühmten Vokalise zu den Filmen: „Nachtzug“, „Pinguin“, „Das Reifezeugnis“ und sie komponierte eine originelle Musik für den Film „Karino“.
Sie gründete 1964 mit Andrzej Kurylewicz das unabhängige Studio „Kunstkeller von Wanda Warska“ (Piwnica Artystyczna Wandy Warskiej) am Nowy Swiat 24 (seit 1966 am Rynek Starego Miasta 19 in Warschau). Seitdem führt sie ununterbrochen, zusammen mit ihrer Tochter Gabriela Kurylewicz, Dichterin und Philosophin, den Kunstkeller von Kurylewicz.
Sie ist eine sehr originelle Person, modern, unabhängig und kompromisslos, Ideengeberin von zahlreichen künstlerischen Initiativen, sie ist Schirmherrin der hohen Kunst. 1991 gründete sie die Stiftung Kunstkeller W. Warska und A. Kurylewicz.
Ihr enormes künstlerisches Lebenswerk besteht u. a. aus folgenden diskografischen Werken: „Somnabilitsts“, „Contemporary Music Formation“, „Kurylewicz Warska Niemen“, „Kurylewicz – Muzyka Teatralna i Telewizyjna Wandy Warskiej“, „Kochanowski“, „Wanda Warska & Andrzej Kurylewicz a Paris“, „Wyspianski“ und „Wanda Warska – Piosenki z Piwnicy“ (10. Bände).
Sie wurde für ihre Verdienste auf kulturellem Gebiet u. a. mit der Offizier- und Kavalierstufe des polnischen Verdienstordens geehrt und mit dem deutschen Bundesverdienstkreuz Erster Klasse ausgezeichnet (2001).
2016 erlitt sie einen schweren Schlaganfall. Nach langer Rehabilitation erlangte sie ihre künstlerische Schöpfungskraft wieder und arbeitet zurzeit an der Zeichnungsserie unter Titel „Zeichnungen mit der linken Hand“.
Wenn jemand nach der Beziehung von Wanda Warska mit „Piwnica pod Baranami“ fragt, dann ist es gut zu wissen, dass diese im Jahre 1964 beendet wurde, gleich nach dem Erfolg ihres urheberrechtlichen „Kabaret Klara“ als Wanda Warska und Andrzej Kurylewicz das Betreten des Krakauers Kellers (Piwnica) verboten wurde. Nichtsdestotrotz unternahm Krakau nach 1998 einige Versöhnunggesten, bzw. Versöhnungskonzerte. Man darf dabei nicht vergessen, „Piwnica pod Baranami“ in Krakau, das waren 10 Jahre Zusammenarbeit mit Wanda Warska und „Piwnica Artystyczna Kurylewiczow – Pracownia Muzyki“ (Kunstkeller von Kurylewicz – Musikstudio) in Warschau, ab 1964. Das sind über 55 Jahre.

## Auszeichnungen und Ehrungen
- 2000 wurde Warska mit der Offizierstufe des polnischen Verdienstordens Polonia Restituta geehrt.[6]
- Im April 2001 wurde sie für ihre Verdienste am deutsch-polnischen Kulturaustausch mit dem Bundesverdienstkreuz Erster Klasse ausgezeichnet.[5]
- Gloria-Artis-Medaille für kulturelle Verdienste, Goldmedaille (2011)[7]
- Fryderyk (2019)[8]

## Diskografische Hinweise
- 1958: Warska Jazz ’58 (Muza)
- 1971: Kurylewicz, Warska, Niemen Muzyka Teatralna i Telewizyjna (Muza; mit Andrzej Przybielski, Jacek Bednarek, Władysław Jagiełło)
- 1984: Warska Pieśni I Fraszki Jana Kochanowskiego
- 2005: Warska Piosenki Z Piwnicy (PL: Platin)[9]